# Palauès
El palauès és una de les llengües oficials de la República de Palau, juntament amb l'anglès. És membre de la família de les llengües austronèsies.

## Sons
El palauès utilitza 6 fonemes vocàlics i 10 de consonàntics.
|              | Anterior | Central | Posterior |
| ------------ | -------- | ------- | --------- |
| Tancada      | i        |         | u         |
| Semitancada  |          |         | o         |
| Vocal neutra |          | ɘ       |           |
| Semioberta   | ɛ        |         |           |
| Oberta       |          | a       |           |

|            | Bilabial | Alveolars | Velars | Glotals |
| ---------- | -------- | --------- | ------ | ------- |
| Oclusives  | d, b     | t         | k      | ʔ       |
| Fricatives |          | s         |        |         |
| Nasals     | m        |           | ŋ      |         |
| Laterals   |          | l         |        |         |
| Bategants  |          | ɾ         |        |         |

## Frases en palauès
| Palauès                      | Català                 |                          | Palauès                      | Català                 |
| ---------------------------- | ---------------------- | ------------------------ | ---------------------------- | ---------------------- |
| Alii!                        | Hola!                  |                          | Ak mlechell ęr a ___.        | Vaig néixer a ___.     |
| Ungil tutau.                 | Bon dia.               |                          | Ng tela rekim?               | Quants anys tens?      |
| Ungil sueleb.                | Bona tarda.            |                          | Ng ___ a rekik.              | J tinc ___ anys.       |
| Ungil kebesengei.            |                        | Ng tela a dengua ęr kau? | Quin número tens de telèfon? |                        |
| A ngklek a ___.              | Em dic ___.            |                          | A dengua ęr ngak a ___.      | El meu telèfon és ___. |
| Ng techa ngklem?             | Com te dius?           |                          | Kę kiei ęr kęr?              | On vius?               |
| Kę ua ngerang?               | Com estàs?             |                          | Ak kiei er a ___.            | Jo visc a ___.         |
| Ak mesisiich.                | Estic bé.              |                          | Chochoi.                     | Sí                     |
| Ak chad ęr a ___.            | Vinc de ___.           |                          | Ng diak.                     | No                     |
| Belau                        | República de Palau     |                          | Adang.                       | Si us plau.            |
| Merikel                      | Estats Units d'Amèrica |                          | Sulang.                      | Gràcies.               |
| Ingklis                      | Anglaterra             |                          | Kę mo ęr kęr?                | On vas?                |
| Siabal                       | Japó                   |                          | Mechikung.                   | Adéu.                  |
| Sina                         | Xina                   |                          | Meral ma sulang!             | Moltes gràcies!        |
| Kę chad ęr kęr ęl beluu?     | D'on ets?              |                          | Ungilbung                    | Flor bonica.           |
| Kę mlechell ęr kęr ęl beluu? | On vas néixer?         |                          |                              |                        |
| Olilai                       | Casa a Ngarchelong     |                          |                              |                        |